# Orientalischer Blaustern
Der Orientalische Blaustern (Amsonia orientalis) ist eine Pflanzenart aus der Familie der Hundsgiftgewächse (Apocynaceae).

## Merkmale
Der Orientalische Blaustern ist eine ausdauernde, krautige Pflanze, die Wuchshöhen von 30 bis 60 Zentimeter erreicht. Bei jungen Blättern ist der Blattrand oft mit abspreizenden Haaren bedeckt. Der Rand der Kelchzipfel ist oft bewimpert. Die Kronröhre ist 10 bis 12 (selten bis 15) Millimeter lang und außen kahl. Die Teilfrüchte sind balgartig und 3,5 bis 5 (selten bis 8) Zentimeter lang.
Die Blütezeit reicht von Juni bis August.

## Vorkommen
Der Orientalische Blaustern kommt in Griechenland und dem Nordwesten der Türkei an winterfeuchten Standorten in der Nähe des Meeres vor.

## Nutzung
Der Orientalische Blaustern wird selten als Zierpflanze für Steingärten genutzt.

## Belege
- Eckehart J. Jäger, Friedrich Ebel, Peter Hanelt, Gerd K. Müller (Hrsg.): Rothmaler - Exkursionsflora von Deutschland. Band 5: Krautige Zier- und Nutzpflanzen. Spektrum Akademischer Verlag, Berlin Heidelberg 2008, ISBN 978-3-8274-0918-8.